# Роко, Энцо
Энцо Пабло Роко Роко (исп. Enzo Pablo Roco Roco; 16 августа 1992, Сантьяго, Чили) — чилийский футболист, защитник клуба «Эльче» и сборной Чили.

## Клубная карьера
Роко начал карьеру в клубе «Универсидад Католика». 8 мая 2011 года в матче против «Унион Эспаньола» он дебютировал в чемпионате Чили. 5 июня в поединке против «Унион Ла-Калера» Энцо забил свой первый гол за «Католика». В 2010 году он стал чемпионом Чили, а через год помог команде выиграть национальный кубок. Летом 2014 года Роко на правах аренды перешёл в испанский «Эльче». 1 сентября в матче против «Гранады» он дебютировал в Ла Лиге.
Летом 2015 года Энцо перешёл в «Эспаньол». 19 сентября в матче против «Реал Сосьедада» он дебютировал за новую команду. В этом же поединке Роко забил свой первый гол за «Эспаньол».
В 2016 году Энцо присоединился к мексиканскому «Крус Асуль». 17 июля в матче против «Некаксы» он дебютировал в мексиканской Примере, заменив во втором тайме своего соотечественника Франсиско Сильву. 18 сентября в поединке против «Чьяпас» Роко забил свой первый гол за «Крус Асуль».
Летом 2018 года Энцо на правах свободного агента перешёл в турецкий «Бешикташ». 12 августа в матче против «Акхисар Беледиеспор» он дебютировал в турецкой Суперлиге. 20 сентября в поединке Лиги Европы против норвежского «Сарпсборг 08» Энцо забил свой первый гол за «Бешикташ». 28 ноября 2019 года в матче Лиги Европы братиславского «Слована» он забил гол. Летом 2020 года Роко перешёл в «Фатих Карагюмрюк». В матче против «Ени Малатьяспор» он дебютировал за новый клуб. 25 сентября в поединке против «Истанбул Башакшехир» Энцо забил свой первый гол за «Фатих Карагюмрюк». Летом 2021 года Роко вернулся в «Эльче». 

## Международная карьера
16 февраля 2012 года в товарищеском матче против сборной Парагвая Энцо дебютировал за сборную Чили. 21 марта 2012 года во встрече против сборной Перу Роко забил свой первый гол за национальную команду.
Летом 2016 года Энцо стал победителем Кубка Америки в США. На турнире он сыграл в матчах против сборных Панамы и Мексики.
В 2017 году Роко стал серебряным призёром Кубка конфедераций в России. На турнире он был запасным и на поле не вышел. В 2021 года Эстебан во второй раз принял участие в Кубке Америки в Бразилии. На турнире он сыграл в матчах против команд Аргентины, Уругвая и Парагвая.

### Голы за сборную Чили
| #   | Дата          | Место                        | Противник | Счёт | Результат | Соревнование      |
| --- | ------------- | ---------------------------- | --------- | ---- | --------- | ----------------- |
| 01. | 21 марта 2012 | Карлос Диттборн, Арика, Чили | Перу      | 2:1  | 3:1       | Товарищеский матч |

## Достижения
Командные
 «Универсидад Католика»
- Победитель чилийской Примеры — 2010
- Обладатель Кубка Чили — 2011

Международные
 Чили
- Кубок Америки — 2016
- Кубок конфедераций — 2017